# Das Kriminalmuseum
Das Kriminalmuseum, ou Énigmes au Québec, est une série télévisée policière allemande en 41 téléfilms d'environ 70 minute et diffusée entre le 4 avril 1963 et le 7 août 1970 sur ZDF.
Au Québec, la série est diffusée à partir du 19 juin 1968 à la Télévision de Radio-Canada.
La série est considérée comme la première série policière du programme du soir de ZDF. Les films ont été produits par Intertel Television GmbH, dont le directeur général était Helmut Ringelmann jusqu'en 1968. Selon le générique, les épisodes d'environ 60 à 75 minutes avec des acteurs changeants sont basés sur des événements réels. La série à succès, dont les épisodes obtenaient des audiences comprises entre 45 et 60 pour cent, a été interrompue en 1968 et remplacée par Der Kommissar. En 1969 et 1970, deux épisodes ont été diffusés en dehors de la série proprement dite.

## Acteurs
Chaque épisode met en scène différents enquêteurs dont le travail est au cœur du scénario. Ils sont joués par des acteurs reconnus, notamment Paul Dahlke, René Deltgen, Heinz Engelmann, Alexander Kerst, Kurt Meisel, Günther Neutze, Werner Peters, Günter Pfitzmann, Alfred Schieske, Günther Ungeheuer, Wolfgang Völz ou encore Heinz Weiss.

## Musique

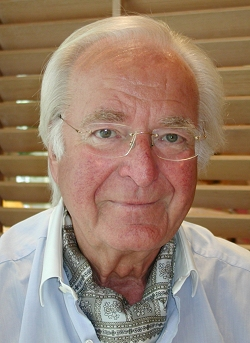
Martin Böttcher, 2002, compositeur de la chanson thème.

Le compositeur Martin Böttcher a écrit la mélodie titre. Il a composé la musique complète de cinq épisodes individuels. Contrairement aux quatre autres épisodes, la musique de l'épisode The Check a été enregistrée en stéréo ; le thème principal a été réutilisé dans la série policière Pfarrer Braun (de), à laquelle Böttcher a également contribué pour la musique. L'illustration et la musique du générique des autres épisodes de Das Kriminalmuseum sont sorties de la plume d'autres compositeurs de films, dont certains étaient reconnus, comme Horst Dempwolff, Erich Ferstl, Erwin Halletz, Hans Hammerschmid, Herbert Jarczyk, Roland Kovac, Hans-Martin Majewski, Hermann Thieme et Eugen Thomass.

## Épisodes
1. Fünf Fotos (de) de Helmuth Ashley (4 avril 1963)
2. Die Frau im Nerz (de) de Wolfgang Becker (25 avril 1963)
3. Nur ein Schuh (de) de Helmuth Ashley (20 juin 1963)
4. Die Fotokopie : de Wolfgang Becker (4 juillet 1963)
5. Die Nadel de Helmuth Ashley (1er août 1963)
6. Zahlen-Code N de Jürgen Goslar (10 octobre 1963)
7. Der stumme Kronzeuge de Wolfgang Becker (2 janvier 1964)
8. Der Füllfederhalter de Wolfgang Becker (2 avril 1964)
9. Gesucht: Reisebegleiter de Helmuth Ashley (4 juin 1964)
10. Akte Dr. W. (de) de Helmuth Ashley (2 juillet 1964)
11. Der Fahrplan (de) de Theodor Grädler (10 septembre 1964)
12. Der Schlüssel de Helmuth Ashley (5 novembre 1964)
13. Tödliches Schach de Helmuth Ashley (3 décembre 1964)
14. Der Brief de Jürgen Goslar (23 février 1965)
15. Die Mütze de Wolfgang Becker (8 juin 1965)
16. Der Ring de Theodor Grädler (27 juillet 1965 ?)
17. Das Feuerzeug de Joachim Hess (15 octobre 1965 ?)
18. Die Ansichtskarte de Gedeon Kovacz (23 novembre 1965)
19. Die Brille de Dieter Lemmel (14 décembre 1965 ?)
20. Das Nummernschild de Helmuth Ashley (21 décembre 1965 ?)
21. Der Koffer de Theodor Grädler (28 janvier 1966 ?)
22. Das Etikett de Theodor Grädler (18 mars 1966 ?)
23. Der Barockengel de Dieter Lemmel (24 juin 1966)
24. Das Amulett de Dieter Lemmel (3 février 1967 ?)
25. Die Telefonnummer de Otto Meyer (17 février 1967)
26. Die Kiste de Wolfgang Becker (3 mars 1967 ?)
27. Die rote Maske de Dietrich Haugk (12 mars 1967)
28. Die Reisetasche de Erich Neureuther (7 avril 1967 ?)
29. Teerosen de Georg Tressler (12 mai 1967)
30. Die Briefmarke de Georg Tressler (26 mai 1967)
31. Die Kamera de Helmuth Ashley (7 juillet 1967)
32. Die Zündschnur de Erich Neureuther (4 août 1967)
33. Kaliber 9 de Jürgen Goslar (1er septembre 1967)
34. Das Kabel de Helmuth Ashley (8 septembre 1967)
35. Die Spur führt nach Amsterdam (ou Komplizen) de Wolfgang Becker (prévu au 1er décembre 1967, mais diffusé plus tard)
36. Das Goldstück de Dietrich Haugk (12 janvier 1968)
37. Die Reifenspur de Rudolf Jugert (2 février 1968)
38. Die Postanweisung de Helmuth Ashley (5 avril 1968)
39. Der Bohrer de Erich Neureuther (12 juillet 1968)
40. Der Scheck de Helmuth Ashley (30 août 1968)
41. Wer klingelt schon zur Fernsehzeit de Georg Tressler (7 août 1970)